# Hanna Sheikh
Hanna Sheikh född 29 augusti 1992, är en dansk basketspelare och guard i Södertälje BBK i Basketligan dam från säsongen 2019/20. Hon började med basket i Værløse och har därefter spelat i ungdomslandslagen U15, U16, U18 och i danska landslaget. Sheikh, som är 180 cm, spelade säsongen 2018/19 i Stevnsgade BBK där hon snittade 41% från trepoängslinjen och 6,5 retur per match. 
Hon har varit assistenttränare för de danska U15 och U16-landslagen.
Systern Marian Sheikh spelar också i Danmarks damlandslag i basket.